# Kim Moo-kyo
Kim Moo-kyo, född 27 augusti 1975 i Gyeongju, Sydkorea, är en sydkoreansk bordtennisspelare som tog OS-brons i damdubbel i Sydney år 2000 tillsammans med Ryu Ji-hae.